# Гюнтер XLI (Шварцбург-Арнщат)
Гюнтер XLI фон Шварцбург-Арнщат (на немски: Günther XLI von Schwarzburg-Arnstadt, „der Streitbare“ или „Bellicosus“; * 25 септември 1529 в Зондерсхаузен; † 23 май 1583 в Антверпен) е от 1552 до 1571 г. управляващ граф на графство Шварцбург и от 1571 г. граф на Шварцбург-Арнщат.
Граф Гюнтер XLI е най-възрастният син на граф Гюнтер XL фон Шварцбург (1499 – 1552), наричан „Богатия" или „този с мазната уста“, и на графиня Елизабет фон Изенбург-Бюдинген-Келстербах († 14 май 1572), дъщеря на граф Филип фон Изенбург-Бюдинген-Ронебург и графиня Амалия фон Ринек.
След смъртта на баща му на 10 ноември 1552 г. четиримата братя управляват заедно, но през 1571 г. разделят графството. Граф Гюнтер XLI фон Шварцбург започва военната си кариера във Виена при Карл V.
На 17 ноември 1560 г. Гюнтер се жени по политически причини за Катарина фон Насау-Диленбург (* 29 декември 1543 в замък Диленбург; † 25 декември 1624 в Арнщат), сестра на Вилхелм Орански, дъщеря на граф Вилхелм „Богатия“ фон Насау-Диленбург (1487 – 1559) и втората му съпруга съпруга Юлиана фон Щолберг (1506 – 1580). Те живеят известно време в Арнщат и инвестират подарените от Карл V 10 000 гулдена в строеж на графския дворец Найдек.
Той се бие на служба при император Максимилиан II против турците в Унгария. Графът се кара често с императора и не се подчинява на заповедите му. Въпреки това императорът го номинира за имперски дворцов съветник и му дава дипломатически задачи.
През 1582 г. император Рудолф II го изпраща в южна Нидерландия, където служи като таен съветник на генералщатхалтера ерцхерцог Матиас.
Гюнтер XLI умира на 23 май 1583 г. в Антверпен. Тялото му е пренесено и погребано в Зондерсхаузен. През 1585 г. той е преместен в Арнщат, където е погребан на 7 ноември в гробната капела на църквата Либфрауен, както било неговото желание.
Бракът на Гюнтер XLI и съпругата му Катарина е бездетен. Неговите братя поделят графството.